# Jaderná elektrárna Obama
Jaderná elektrárna Obama (japonsky 小浜原子力発電所, Obama genširjoku hacudenšo) byla plánovaná jaderná elektrárna v Japonsku. Měla se nacházet poblíž města Obama v prefektuře Fukui v zátoce Nagozaki. Elektrárnu měla vlastnit a provozovat společnost Kansai Electric Power Company. Projekt výstavby jaderné elektrárny byl zrušen v roce 1972.

## Historie a technické informace

### Počátky
V roce 1966 provedla společnost Kansai Electric Power Company na plánovaném místě geologický průzkum, který měl ukázat, zda je možné zde vybudovat jadernou elektrárnu. V roce 1968 starosta města Obama vyjádřil svůj kladný postoj k plánům, které společnost Kansai Electric Power Company zamýšlela uskutečnit a rozhodl se na zasedání městské rady prosadit přilákání jaderné elektrárny do města. O rok později, v roce 1969 se rybářské sdružení k projektu jaderné elektrárny na zasedání městské rady vyjádřilo negativně. Ve stejné době byla vytvořena rada, jež podporovala opozici jaderné elektrárny, která nesouhlasila s její výstavbou. V roce 1970 byla vytvořena vývojová kancelář, která měla za úkol přilákat investora pro jadernou elektrárnu. O rok později, v roce 1971, vzniklo ve městě Obama sdružení proti výstavbě jaderných elektráren.

### Zrušení projektu
V roce 1972 byly městské radě předloženy podpisy od 13 tisíc voličů z celkového počtu 24 tisíc možných, kteří požadovali zastavení plánování. Starosta se v reakci na to plánů na přilákání investice vzdal, čímž byl projekt definitivně zrušen.
V roce 1976 se 300 lidí zúčastnilo občanského shromáždění za obecné zastavení jaderné energie.
Detailní technické informace jaderné elektrárny nejsou známy.

## Informace o reaktorech
| Reaktor | Typ reaktoru | Výkon | Výkon | Zahájení výstavby                      | Připojení k síti                       | Uvedení do provozu                     | Uzavření |
| Reaktor | Typ reaktoru | Čistý | Hrubý | Zahájení výstavby                      | Připojení k síti                       | Uvedení do provozu                     | Uzavření |
| ------- | ------------ | ----- | ----- | -------------------------------------- | -------------------------------------- | -------------------------------------- | -------- |
| Obama-1 |              |       |       | plánovaná výstavba zrušena v roce 1972 | plánovaná výstavba zrušena v roce 1972 | plánovaná výstavba zrušena v roce 1972 |          |